# Aster nigromontanus
Aster nigromontanus là một loài thực vật có hoa trong họ Cúc. Loài này được Dunn mô tả khoa học đầu tiên năm 1903.